# نيك آدامز (شخصية خيالية)
"نيكولاس آدامز" أو "نيك آدامز" هو شخصية خيالية، وهو بطل دستتين من القصص القصيرة التي كتبها الكاتب الامريكي ارنست هيمنجواي في العشرينات والثلاثينات، وهو مستوحي بشكل ما من تجربة هيمنجواي الشخصية من فصول الصيف التي قضاها في جنوب مشيغان إلى خدمته في فيالق الإسعاف التابعة للصليب الأحمر في الحرب العالمية الأولى.
وقد نشرت أول قصص هيمنجواي التي تبرز "نيك آدامز" في مجموعته القصصية "فى وقتنا" عام 1925، حيث ظهر آدامز كطفل صغير في أول قصص المجموعة وهي "المخيم الهندي".
جمعت معظم هذه القصص بعد ذلك في كتاب عام 1972 ونشر بعد موت هيمنجواي تحت عنوان "قصص نيك آدامز"، ولقد كانت هذه القصص في معظمها عن الطفولة والمراهقة، وهي ككل - كما في قصص نيك آدامز - تؤرخ لشاب في مقتبل الحياة من خلال سلسلة من الحلقات المترابطة، وقد جمعت القصص حسب الفترات الزمنية الرئيسية في حياة "نيك".

## قصص نيك آدامز
- المخيم الهندي
- النهر الكبير ذو القلبين
- الطبيب وزوجته
- كارثة لثلاثة أيام
- نهاية شئ ما
- القتلة
- يوم الزفاف
- أبناء وآباء
- نور الدنيا
- في بلد آخر
- أهل الصيف
- آخر البلاد الطيبة
- المقاتل
- عشرة هنود